# Boulengerella maculata
Boulengerella maculata is een straalvinnige vissensoort uit de familie van de snoekzalmen (Ctenoluciidae). De wetenschappelijke naam van de soort is voor het eerst geldig gepubliceerd in 1850 door Valenciennes.